# Yamogenina
Yamogenina con fórmula química C27H42O3, es un compuesto químico de la clase llamada sapogeninas . Se encuentra en la hierba fenogreco ( Trigonella foenum-graecum ) y otras plantas. 